# Avenue de Tervueren
Az avenue de Tervueren (franciául) vagy Tervurenlaan (hollandul) egy hosszú, fák által szegélyezett sugárút, ami Brüsszelt köti össze Tervuerennel.
A sugárút a város nyugati részén helyezkedik el. A Merode térről indul, majd a Montgomery körforgalmat érintve áthalad a Woluwe-Saint-Pierre-en és a tervuereni parkban ér véget. A 8 kilométer hosszú és 90 méter széles sugárút fontos az EU-s negyed és a történelmi belváros megközelítésének szempontjából. Az európai negyedet átszelő rue de la Loi folytatása, mely a Cinquantenaire park nyugati végéig tart, míg az avenue de Tervueren a park keleti végétől indul. A kettőt egy alagút köti össze a park alatt, amely a Schuman körforgalomnál kezdődik.
A sugárút építését II. Lipót király kezdeményezte, mely 1897-re, a Brüsszeli Világkiállításra el is készült. A 44-es villamos a Montgomery állomástól egészen Tervuerenig a sugárút mentén halad zárt – nagyrészt füves – pályán. Kerékpársáv is ki van jelölve a sugárút nagy részén.
A Stoclet-ház, egy világörökségi helyszín is található az út mellett. Egyéb látványosság még a Brüsszeli Városi Közlekedési Múzeum (ismertebb nevén villamosmúzeum). A múzeum mellett található még az említésre méltó Woluwe-park is.